# واحه الداخله
واحه الداخله (الواحات الداخلة‎) یکی از هفت واحه مصر در صحرای غربی مصر است. این واحه در استان وادی‌الجدید کشور مصر و ۳۵۰ کیلومتری رود نیل و بین دو واحهٔ فرافره و خارجه واقع شده است.